# Martin Härtl
Martin Härtl (* 4. Februar 1975 in Erbendorf) ist ein deutscher Behindertensportler.

## Werdegang
Martin Härtl ist von Beruf Zollbeamter. Neben seinen beruflichen Aufgaben widmete er sich dem Skisport, vor allem in der Disziplin nordisch/Biathlon. Er sah dabei seine Hauptaufgabe darin, behinderte Sportler, vor allem Sehbehinderte, bei der Ausübung dieses Sports zu unterstützen und ihnen in internationalen Wettbewerben als Begleitläufer zu helfen und sie anzuleiten.
In dieser Funktion lief Härtl mit der sehbehinderten Biathletin Clara Klug sowohl bei den Behinderten-Weltmeisterschaften 2017 und 2019 als auch bei den Paralympischen Winterspielen 2018 in verschiedenen Biathlonstrecken. Dabei wurden Klug und er 2017 jeweils Vizeweltmeister im Biathlon in den Distanzen über 6 und 12,5 km. Außerdem erreichten sie beide in der Langlaufstaffel über 4 × 2,5 km den 4. Platz.
Bei den Biathlon-Weltmeisterschaften 2019 wurden sie Erste und gewannen damit die Goldmedaille über 10 km. Zusätzlich wurden sie Gewinner einer Bronzemedaille im Langlauf über 7,5 km.
Härtl und Klug traten zusammen auch bei den Paralympischen Winterspielen 2018 an. In der Disziplin über 10 km wurden sie Dritte und damit Gewinner der Bronzemedaille.
Beide, Klug und Härtl, erhielten am 7. Juni 2018 das Silberne Lorbeerblatt.